# Ізвесткове (Курманський район)
Ізвестко́ве (до 1945 року — Сама́в; крим. Samav) — село Курманського району Автономної Республіки Крим.
Відстань від райцентру до населеного пункта становить 23 кілометрів по прямій.